# حلحل (السدة)

تعديل مصدري - تعديل

حلحل محلة تابعة لقرية عمام، التابعة لعزلة بني العثمانيين بمديرية السدة إحدى مديريات محافظة إب في الجمهورية اليمنية.، بلغ تعداد سكانها 123 حسب تعداد اليمن لعام 2004.